# Wyhnanka (obwód chmielnicki)
Wyhnanka (ukr. Вигнанка, pol. hist. Wygnanka) – wieś na Ukrainie, w obwodzie chmielnickim, w rejonie gródeckim. W 2001 roku liczyła 94 mieszkańców.